# Cây cảnh

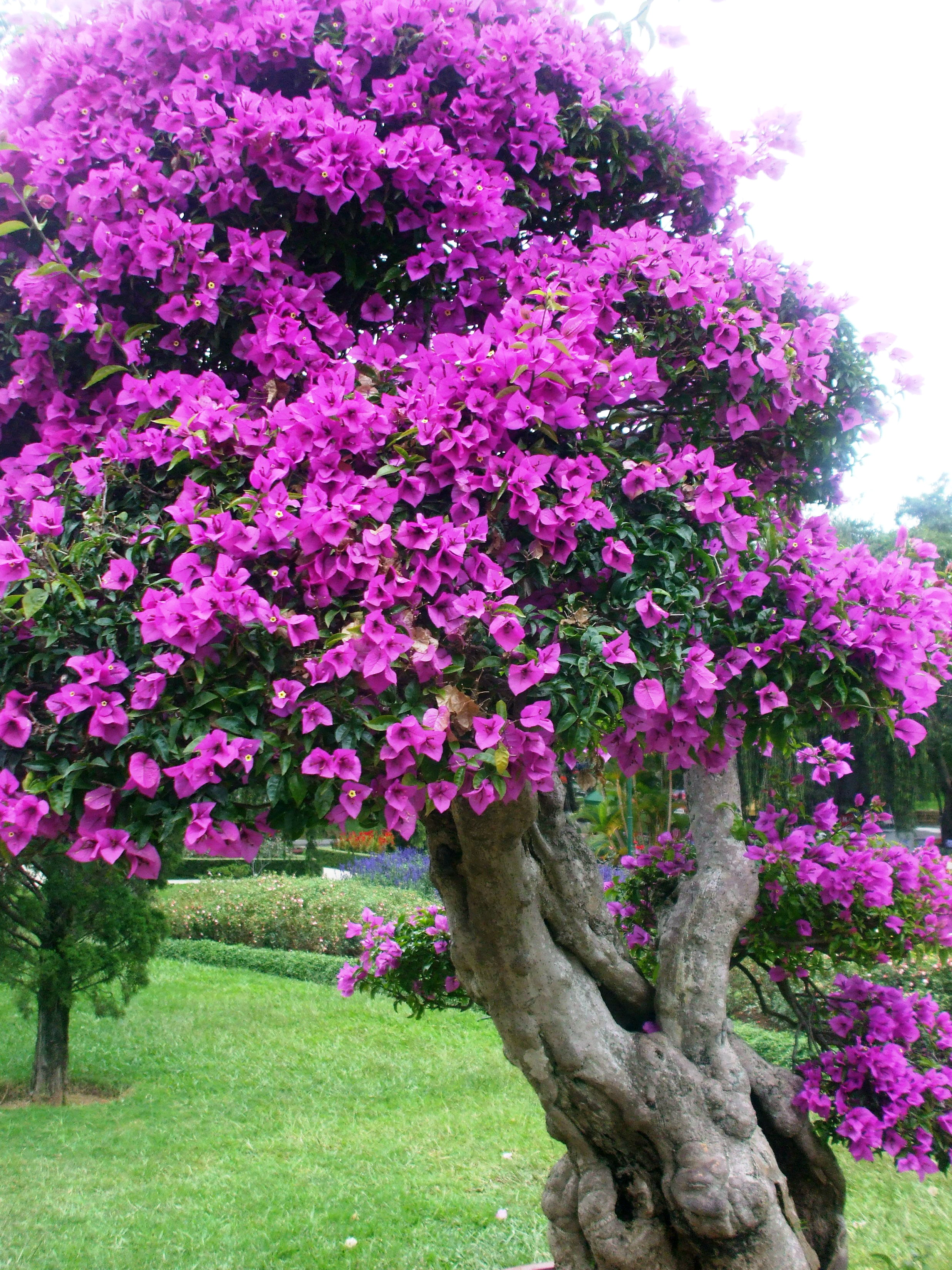
Hoa giấy tím cổ thụ tại Vườn hoa thành phố Đà Lạt

Cây cảnh (hoặc cây kiểng) là một số loại thực vật được chăm sóc, gieo trồng và tạo dáng công phu, thường dùng làm vật trang trí hay một chi tiết trong thuật phong thủy.
Cây cảnh được bài trí có khi nhằm thể hiện một ý tưởng của người trồng qua cách xếp đặt mà vẫn giữ được vẻ tự nhiên của lá. Thân cây được uốn theo một hình dáng nào đó, còn gọi là thế, kết hợp với chậu, đất hay nước là môi trường dinh dưỡng cho thực vật ấy.
Bên cạnh mục tiêu làm cảnh (vì lẽ này cây cảnh đã được tuyên lên thành nghệ thuật như ở Nhật Bản có bon-sai) cây cảnh còn là một loại hàng hóa được kinh doanh không theo một khung giá cố định nào mà phần nhiều tùy hứng của người bán và người mua hoặc tùy tâm của người bán.

## Lịch sử
Cây cảnh bonsai phát sinh ở phương Đông, có thể khẳng định là ở Trung Quốc, và nay đã đi vào cuộc sống như một mỹ tục, một thú chơi thể hiện một phần tâm hồn của người dân mọi vùng miền trong đó có Việt Nam. Các nghệ nhân đã gửi gắm vào cây cảnh tình cảm, ý niệm thẩm mỹ, tính chất của mình làm tăng thêm lòng yêu thiên nhiên, yêu con người, yêu đất nước để tự khẳng định và hoàn thiện mình.
Nghệ thuật chơi cây cảnh có tính quần chúng rộng rãi, tính dân tộc đậm đà, tính nhân văn cao quý, tính thẩm mỹ độc đáo, tính triết học sâu sắc tính sáng tạo mới mẻ, tính kinh tế cao.
Ở Việt Nam, từ cây cảnh được dùng phổ biến hơn, cách gọi bonsai chủ yếu ở các tỉnh thành phía nam. Mới đây, cách gọi mới được khá nhiều người tán đồng ủng hộ là "Cây cảnh nghệ thuật"

## Đặc điểm

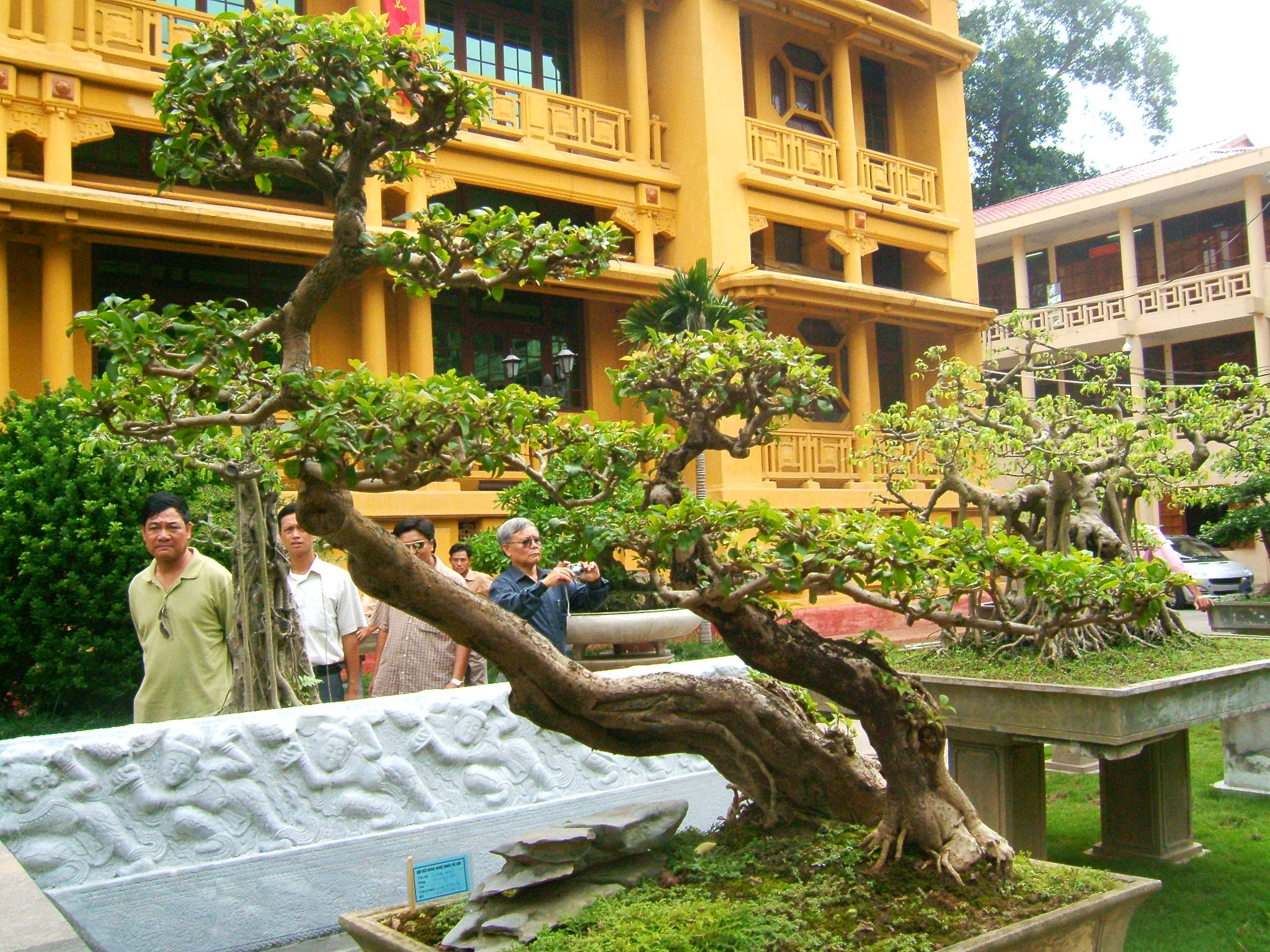
Một số loại cây cảnh

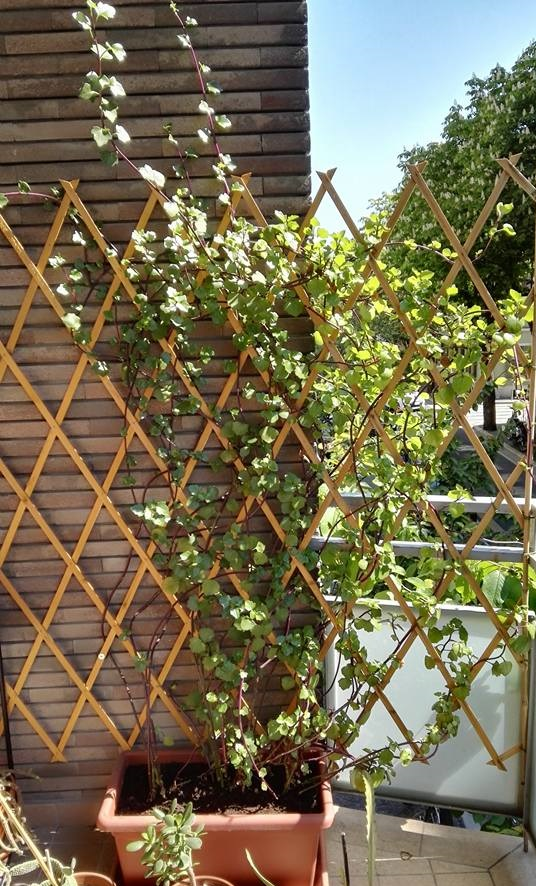
Cây cảnh leo giàn (Senecio angulatus)

Chơi cây cảnh trồng cây cảnh bao giờ cũng phải coi trọng gốc cây - gốc có to có khỏe thì cây mới mạnh, gốc phải to hơn thân. Gốc càng to càng thể hiện cây đã sống lâu năm. Nếu gốc có nhiều rễ nổi, rễ sum suê càng đẹp. Cây trồng trong chậu phải là một gốc, trừ một số thế cây quần tụ. Giữạ chiều cao và bề rộng của cây phải có sự tương xứng. Thân cây mềm mại duyên dáng, xiêu nghiêng hay đứng thẳng khỏe mạnh là tùy theo các thế cây. Cành cây phải được phân bổ hợp lý, cấu tạo so le chia ra các hướng lớn không trùng nhaụ, tránh gò bó. Từ gốc đến chỗ chia cành phải có khoảng cách ít nhất bằng một phần ba chiều cao của cây để nhìn rõ được thân cây khỏe đẹp và thoáng. Không nên để cành che lấp mất thân. Một cây nhiều nhất chỉ nên có bốn cành. Cành dưới cùng gọi là cành thân hay cành hồi âm, có giá trị tạo cảm giác cho phần gốc cây có hậu, vững chãi, bền lâu. Cành thứ hai và thứ ba là cành tả và cành hữu là hai cành chính của cây. Cành thứ tư là cành tế thân, cũng được gọi là "Cành ức" hay "Cành hầu", cốt để cho phần cổ đỡ trơ lộ, góp phần cho bố cục tổng thể toàn cây chặt chẽ. Các cành phải được xén tán lá cho ngang phẳng, gọn gàng, không để cho lá cây mọc tự nhiên, um tùm.
Cây cảnh phải được bàn tay nghệ thuật của con người tác động vào để hình thành một thế cây. Đó là một dáng đứng, một điệu vươn của cây có bố cục chặt chẽ, đẹp đẽ - một tác phẩm nghệ thuật độc đáo có sức sống, toát lên một chủ đề, một ý tưởng nhất định.
Tuổi cây càng cao, càng quý. Cây cảnh đẹp phải là cổ thụ nhưng nhỏ gọn, để nói lên ý nghĩa trường tồn.
Tùy theo từng loại cây cảnh mà trồng vào các chậu cảnh thích hợp, tương xứng và đẹp. Chậu cảnh đẹp sẽ làm tăng thêm giá trị thẩm mỹ.
Chơi cây cảnh phải để đúng chỗ, cây to hoặc nhỏ, phụ thuộc nơi ở của mình rộng hay hẹp và bao giờ cũng có thể ngắm nhìn được.

## Thế cây

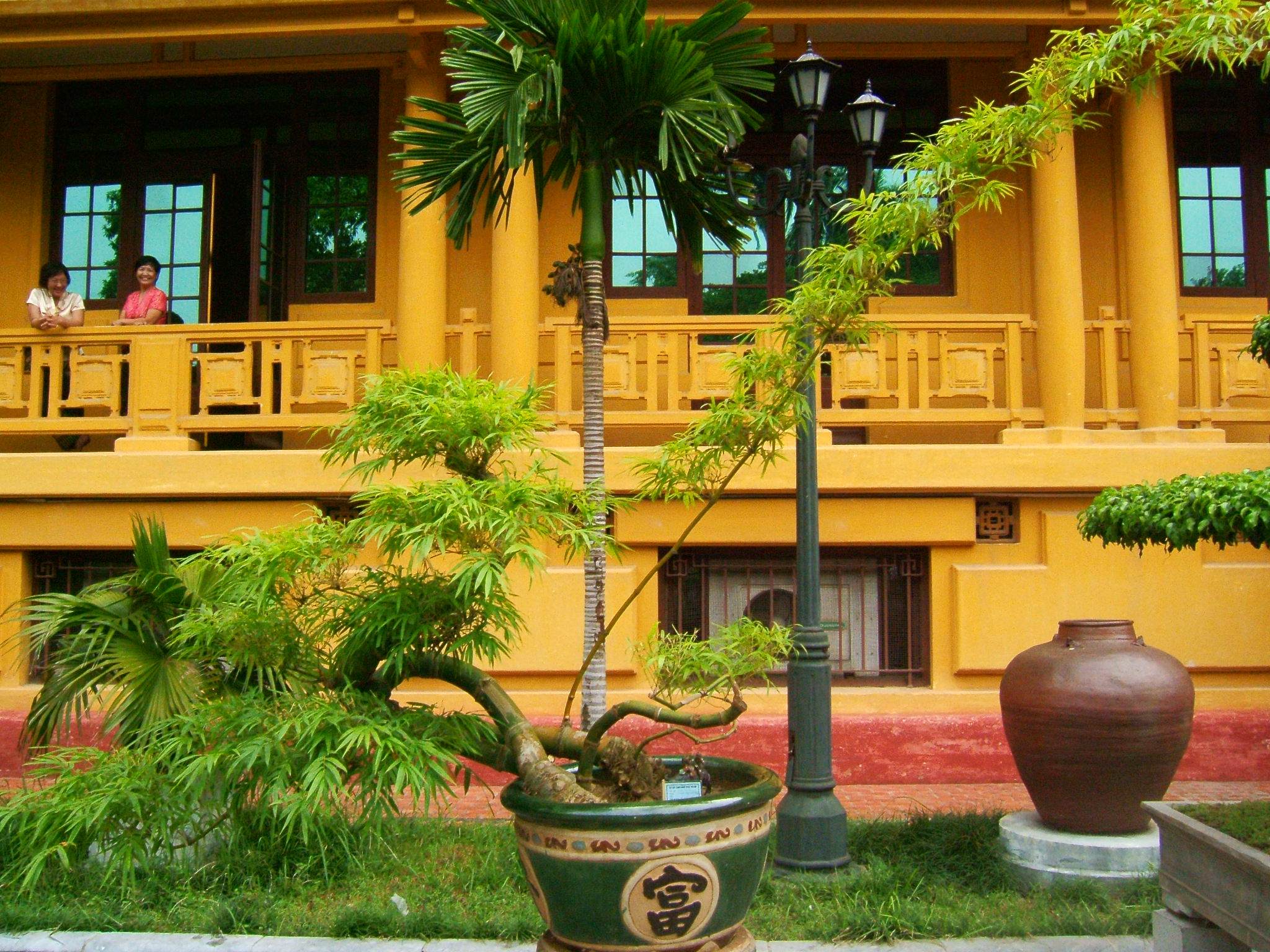
Một thế trúc cảnh

Có rất nhiều thế cây cảnh như: thế phượng vũ, thế ngũ phúc, thế huynh đệ, thế phụ tử, thế mẫu tử, thế long giáng, thế phượng vũ long đàn, thế bạt phong hồi đầu, thế trực liên chi, thế long ẩn, thế lão mai thế tam đa, thế tứ quý, thế nguyệt ảnh, thế địa đạo huyên nhi, thế phượng rồng sóng đôi, thế đón gió, thế cây chờ đợi, thế ngẫu tự, thế nhà hiền triết v.v.
Tất cả các thế cây cảnh đều thuộc 4 dáng cây cơ bản: Dáng trực (thẳng đứng), dáng xiêu, dáng hoành (ngang), dáng huyền (chúc xuống)
Dưới đây là ba thế cây tiêu biểu:
1. Thế ngũ phúc: Cây có bốn cành, một ngọn là 5 tán đều phải xén phắng, ngang bằng, không tán nào được vổng, mỗi tán được chia ra một hướng. Dáng cây là biểu tượng của năm điều ước muốn giản dị mà vĩ đại của con người xưa, nay: Phú, Thọ, Khang Ninh, Du Hảo Đức, Khảo Chung Mệnh.
2. Thế phượng vũ (chim phượng múa): Cây có bốn cành, một ngọn là 5 tán lá. Cành hồi âm quặt phía sau tượng trưng cho đuôi chim. Hai cành tả hữu thành hình hai tán xòe như hai cánh chim đang xòe múa. Cành ức nhỏ hơn các cành khác, ngọn cây để dài ra vươn lên, tượng trưng cho đầu chim. Dáng cây có làn đi ngang, hơi chúc xuống làm biểu tượng con chim phượng hoàng đang múa đón con người, vui với những thành quả tốt đẹp.
3. Thế huynh đệ (hoặc huynh đệ đồng khoa): Cây một gốc, hai thân (có thể trồng ghép hai cây lại nhưng phải tạo thành một gốc). Hai thân có độ cao thấp, to nhỏ suýt soát nhau, kề sát nhau đẹp đẽ. Mỗi thân đều có 5 tán lá, các tán đan xen nhau. Ngọn cây nhỏ phải ngả hướng sang cây lớn như anh em, biểu lộ tình âu yếm ruột thịt.
4. Ngoài những thế trên thì giới chơi cây luôn sáng tạo ra những thế độc đáo dựa vào kiểu dáng, lịch sử, văn hoá...Tại triển lãm sinh vật cảnh mừng đại lễ 1000 năm Thăng Long Hà Nội nhiều tác phẩm sinh vật cảnh được coi là tuyệt đỉnh nghệ thuật bởi những thế cây độc nhất vô nhị ví dụ như; Cửu long tranh châu, Mộc thạch nghênh phong...

## Cây độc

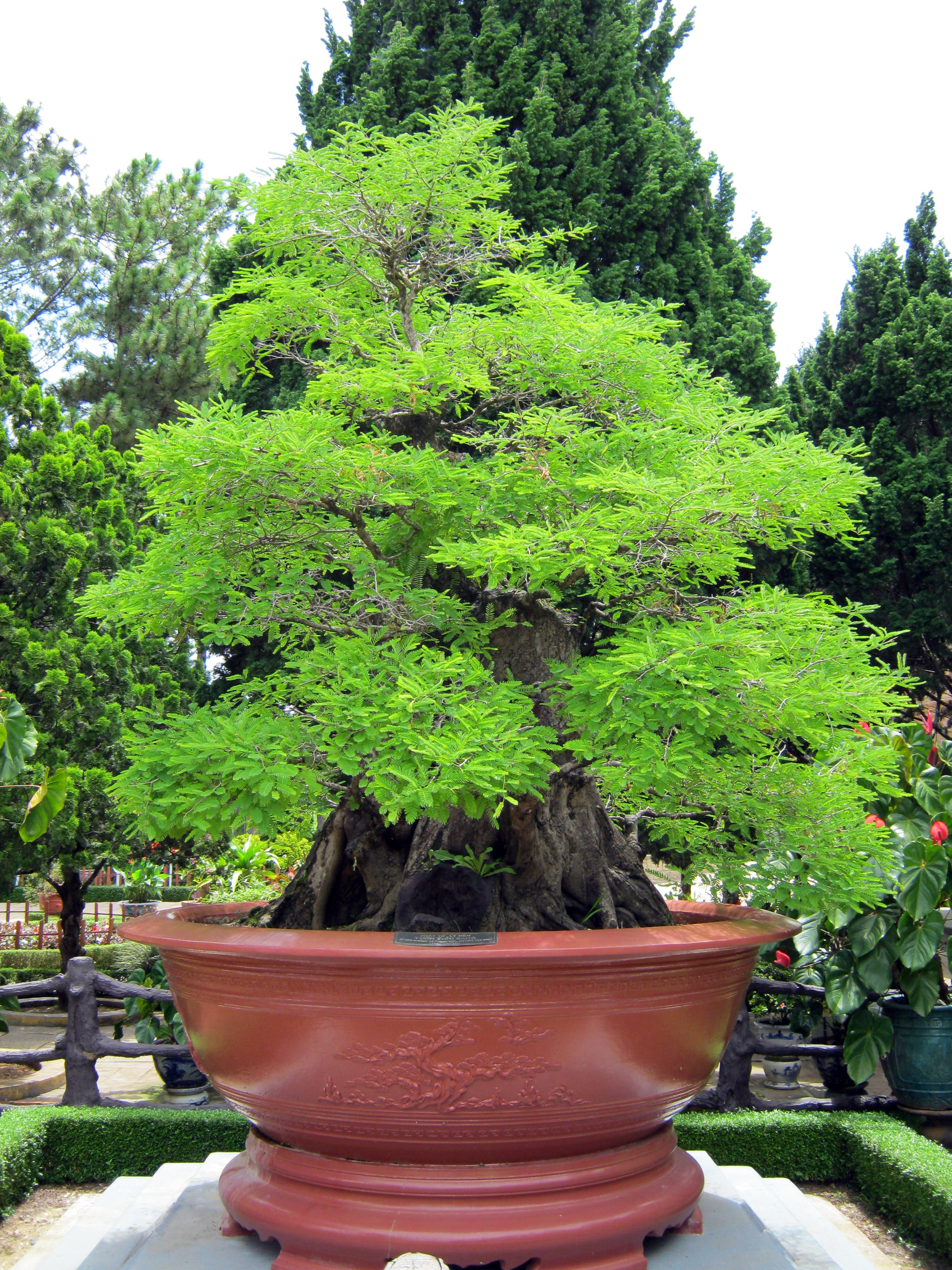
Me cổ thụ được dùng làm cây cảnh tại thiền viện Trúc Lâm Đà Lạt

Thường thì nhiều người nghĩ cây cảnh không có độc nhưng gần đây các nhà nghiên cứu thực vật đã khám phá ra nhiều loài cây cảnh được trồng phổ biến rộng rãi ở Việt Nam có độc. Các nhà nghiên cứu khuyến cáo nên trồng ở vườn thuốc đặc dụng, không nên trồng làm cảnh ở nhà hoặc nơi công cộng để tránh bị ngộ độc nếu ăn hoặc hít phải. Các loại cây được trồng phổ biến như Trúc tiền, Mã đào, Hoàng nàn, Thông thiên, Bã đậu, Hồi núi... đã được phát hiện là có chất cực độc.

## Đặc điểm chung
Đối với đa số các loại cây cảnh có những đặc điểm cơ bản chung mà người trồng cần chú ý trong khâu trồng và chăm sóc. Nắm rõ các đặc tính sẽ giúp người trồng có những biện pháp giúp cây luôn tươi tốt, khỏe mạnh đặc biệt là đối những cây cảnh thế, cây cảnh bonsai. Các đặc tính chung của cây cảnh bao gồm:
- Cây cảnh không chỉ có khả năng sinh sản hữu tính mà chúng còn có khả năng sinh sản vô tính.
- Cây cảnh luôn sinh trưởng và phát triển.
- Cây cảnh có tính cảm ứng và phản ứng với mọi kích thích và các biến đổi trong môi trường mà chúng sống.
- Cây cảnh cũng là sinh vật nên chúng có quá trình trao đổi chất với môi trường xung quanh.
- Cây cảnh có kiểu dáng, hình dạng, cấu tạo nhất định đặc trưng cho mỗi họ, loài hay giống của mình.